# Petitella
Genre
Petitella est un genre de poissons d'eau douce de la famille des Characidae.

## Répartition
Les espèces du genre Petitella se rencontrent en Amérique du Sud.

## Liste des espèces
Selon World Register of Marine Species (24 janvier 2024) :
- Petitella bleheri (Géry & Mahnert, 1986)
- Petitella georgiae Géry & Boutière, 1964 - Faux nez rouge
- Petitella rhodostoma (Ahl, 1924)

## Aquariophilie
L'espèce Petitella georgiae, rarement proposée dans les magasins d'aquariophilie, est souvent confondue avec Hemigrammus bleheri, mais s'en distingue notamment par l'étendue de la zone rouge de la tête et les dessins que forment les taches noires sur la nageoire caudale.

## Classification
Le nom valide complet (avec auteur) de ce taxon est Petitella Géry & Boutière (d), 1964.

## Étymologie
Le nom générique, Petitella, a été donné en l'honneur de l'ichtyologiste français Georges Petit (1892–1973).

## Publication originale
- J. Géry et H. Boutière, « Petitella georgiae gen. et sp. nov. (Pisces, Cypriniformes, Characoidei) », Vie et Milieu, France, no Supplément 17,‎ 1964, p. 473-484 (ISSN 0240-8759).